# 奥莱龙堡
奥莱龙堡（法語：Le Château-d'Oléron，法語發音：[lə ʃato dɔleʁɔ̃]）是法国滨海夏朗德省的一个市镇，位于该省西部的奥莱龙岛上，属于罗什福尔区。

## 地理
奥莱龙堡（45°53'9"N, 1°11'41"W）面积15.67 平方千米，位于法国新阿基坦大区滨海夏朗德省，该省份为法国西部滨海省份，北起旺代省，西临大西洋，南至吉倫特省，东南接多爾多涅省，东北接德塞夫勒省接壤，东临夏朗德省。
与奥莱龙堡接壤的市镇（或旧市镇、城区）包括：布尔瑟弗朗-勒沙皮、多吕斯多莱龙、圣特罗让莱班、大维拉日普拉日。

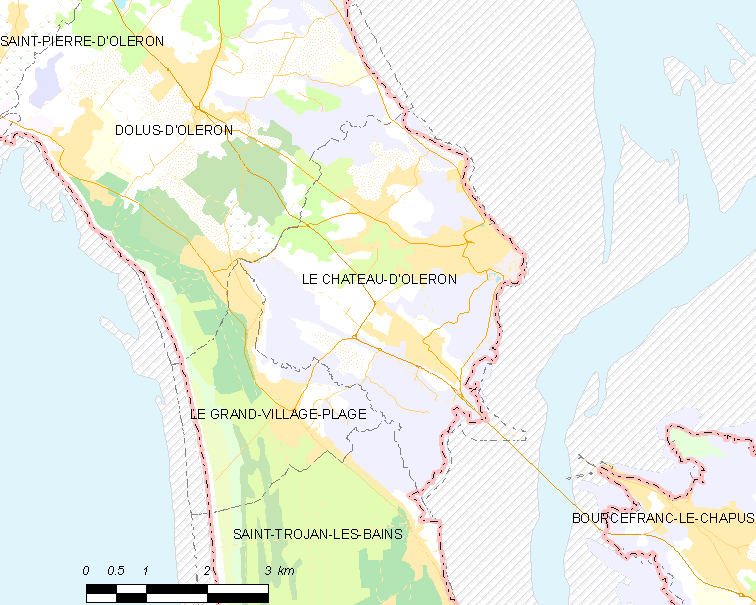
奥莱龙堡的OSM定位图

奥莱龙堡的时区为UTC+01:00、UTC+02:00（夏令时）。

## 行政
奥莱龙堡的邮政编码为17480，INSEE市镇编码为17093。

## 政治
奥莱龙堡所属的省级选区为奥莱龙岛县。

## 人口

1962-2008年间奥莱龙堡人口变化图示

奥莱龙堡于2022年1月1日时的人口数量为4359人。